# 约瑟夫·拉德茨基·冯·拉德茨
约翰·约瑟夫·文策尔·拉德茨基·冯·拉德茨伯爵（Johann Josef Wenzel Graf Radetzky von Radetz，英语：Count John Joseph Wenceslaus Radetzky of Radetz，捷克语：Jan Josef Václav hrabě Radecký z Radče，1766年11月2日—1858年1月5日），波希米亚贵族和奥地利军事将领，民族英雄。拉德茨基元帅在军事生涯逾70年，直到他去世时91岁，他赢得1849年3月23日著名的诺瓦拉战役的胜利。
老约翰·斯特劳斯的拉德茨基进行曲即是题献给拉德茨基的。

## 早年
拉德茨基在六岁成为孤儿之后，他到了住在布拉格的祖父那里。祖父让他在Piarist教会接受教育。在他的童年和青年时期，他先后去了布尔诺的骑士学院和维也纳的特雷西亚中学。
高中毕业后，他开始在大学学习法律。由于身体不合格，他最初被拒绝从事理想的军事事业。

## 步入軍事生涯
拉德茨基于1784年作为军校学员加入了第2胸甲骑兵团，并在1788/89年在拉西和劳登的指挥下参加了土耳其战争。从1792年到1795年，他在荷兰和莱茵河战斗，随后被晋升为骑兵上尉Rittmeister，并被任命为Beaulieu将军的副官。在沃尔特战役中（Voltri），他也能脱颖而出，晋升为少校，并于1799年升任上校。他还在霍恩林登战役（1800）中表现出色。

## 拿破崙戰爭
1805年意大利战役开始时，拉德茨基被调任为少将。由于他作为第3胸甲骑兵团司令的战绩而被授予军事玛丽亚·特蕾莎勋章中的骑士十字勋章。1809年，他作为第五军预备役司令官参加了在因河畔布劳瑙的战斗，成绩卓著，并在阿斯珀恩战役后升任陆军元帅。他也参与了对抗拿破仑的瓦格拉姆之战。同年，拉德茨基被任命为总参谋长，但由于法国的要求，以及当时奥地利财政紧张，他被迫放弃了雄心勃勃的改革奥地利军队的计划。
1813年，作为波希米亚军队军需官办公室的负责人，他制定了莱比锡战役的计划。在随后的几年中，他重组了奥地利军队，并在施瓦岑贝格亲王的幕僚中任职。在担任施瓦岑贝格亲王的参谋长期间，拉德茨基支持文森·冯·奥古斯丁将军的计划，说服梅特涅允许制造火箭作为军事装备。
巴伐利亚国王马克西米利安一世·约瑟夫于1815年授予他大军事麦克斯·约瑟夫勋章。

## 戰後
和平条约签订后，拉德茨基以师团长的身份来到厄登堡，后来又来到布达佩斯的奥芬（Ofen），并于1821年成为奧洛穆茨骑兵和要塞司令官。
从1818年到1828年，他为奥地利-埃斯特（Austria-Este）的大公斐迪南·卡尔担任顾问。从1831年到1857年，他是伦巴第-威尼托王国的奥地利军队总司令（自1836年开始担任陆军元帅）。

## 第一次義大利獨立戰爭
拉德茨基主要因其在1848/1849年成功镇压在撒丁岛-皮埃蒙特（Sadinia-Piedmont）和在该王国支持的意大利国民叛军而闻名。该叛军于1848年3月18日发动起义反抗奥地利的统治（请参阅Risorgimento）。拉德茨基赢得了1848年5月6日的圣卢西亚战役，1848年6月10日的维琴察战役，1848年7月25日的库斯托扎战役，1849年3月21日的Mortara战役以及1849年3月23日的诺瓦拉战役。
从1848年到1857年，拉德茨基在伦巴第-威尼托擔任总督，之后该职位被奥地利的马克西米利安大公（Archituke Maximilian）接任。

## 退休
1856年12月17日，拉德茨基才在维罗纳给弗朗茨·约瑟夫一世递交了辞职信：
“ 尊敬的陛下，老臣已服役72载，虚活90岁，现迫于天命，卑微请辞。臣常沐圣恩，今次也请陛下恩准老臣的辞呈。臣年纪老迈，固然行动不便，但只要臣一息尚存，都会全心全意祈祷天佑我朝社稷，祝福陛下江山永固，直到臣卑微地归于尘土。”
他终于在1857年2月28日退休，當年90岁。为军队服役72年，打破了许多士兵的记录，曾服侍过五位皇帝，并参加了不少于17次的战役。
拉德茨基总共收到146条国内外的勋章，其中包括军事玛丽亚·特蕾莎骑士团的骑士十字勋章（1799年因在诺维战役中的表现而获得），军事玛丽亚·特蕾莎骑士团的大十字勋章（由于他1848年在库斯托扎战役中的胜利）和1849年获得金羊毛勋章（以他在诺瓦拉战役中的胜利）。

## 個人生活
1798年4月5日，他与弗朗西斯卡，伯爵夫人Strassoldo-Graffemberg（1781年1月3日－1854年1月12日）结婚，后者是陆军元帅副官Leopold Graf Strassoldo和奥埃尔斯佩格家族的公主Franziska Xaveria的女儿 。这次婚姻有五个儿子和三个女儿，其中只有一个儿子和一个女儿比父亲活得久。儿子西奥多（Theodor，1813－1878）成为少将，女儿弗里德里克（Friederike，1816－1866）嫁给了卡尔·冯·温克海姆伯爵（Karl von Wenkheim，1811－1891）。
由于他的慷慨、家族人口太多和妻子的奢侈生活，拉德茨基一生都活在财务困境中。

## 身故及遺產
拉德茨基于1858年1月5日在米兰死于肺炎。尸体被转移到维也纳后，先放在Arsenal军事防御建筑中。从那里，他被弗朗兹·约瑟夫一世亲自指挥的送葬队伍带到圣斯德望主教座堂中接受祝福。然后搭乘北部铁路去往黑尔登贝格村。1858年1月19日，他被埋葬在下奥地利州的黑尔登贝格，皇帝也出席葬礼。
实际上，应皇帝的要求，他本來应該被埋葬在皇家墓穴中，但拉德茨基将自己的遗产和遗体下葬权交给军队供应商约瑟夫·格特弗里德·帕格弗里德（Joseph Gottfried Pargfrieder），这位供应商数十年来都在替他偿还债务，包括赌博债务,他为拉德茨基建造了一个散布着战士雕像的露天万神殿，即赫尔登贝格纪念馆。拉德茨基埋在巨大方尖碑下方的地下室中。
许多爱国及热爱君主专制的奥地利人都非常推崇拉德茨基。弗朗茨·格里帕泽用著名的格言„In deinem Lager ist Österreich““你的派别是奥地利”来致词。老约翰·施特劳斯于1848年谱写出《拉德茨基进行曲》。
1860年，维也纳第三区的Radetzkystraße（门牌号2A的高中也叫Gymnasium Radetzkystraße）以他的名字命名，1876年以他的名字命名Radetzkyplatz。1862年，第二区Leopoldstadt的诺瓦拉加斯大街（Novaragasse）以同名战役而得名。1869年，维也纳Urania附近的Radetzky桥以这种方式命名（建于1855年，今天的拉德茨基桥是1900年的新建筑）。格拉茨内城也有拉德茨基大街，穆尔河上也有拉德茨基桥。巴登-魏克斯多夫（Baden-Weikersdorf）、萨尔茨堡-马克格伦（Salzburg-Maxglan）、克拉根福-比利亚彻（Villacher Vorstadt）、因斯布鲁克-赖兴瑙（Inssbruck-Reichenau）、多恩比恩和霍恩埃姆斯这些城市都是如此。
1863年2月28日弗朗茨·约瑟夫一世发布诏书，将拉德斯基列入“最值得永恒效仿的奥地利最著名军阀和将军”名单。为纪念他，当时刚建成的皇家武器博物馆（现为维也纳军事历史博物馆）元帅厅里还有一个真人大小的雕像。该雕像是雕刻家托马斯·格赖因瓦尔德（Thomas Greinwald）用卡拉拉大理石于1867年雕刻而成，“被帝国军队的将军奉献给他们的元帅”。